# La Ferrière (Côtes-d’Armor)
La Ferrière (bret. Kerhouarn) – miejscowość i dawna gmina we Francji, w regionie Bretania, w departamencie Côtes-d’Armor. W dniu 1 stycznia 2016 roku z połączenia dwóch ówczesnych gmin – La Ferrière oraz Plémet – utworzono nową gminę Les Moulins. W 2013 roku populacja La Ferrière wynosiła 466 mieszkańców. 